# 아일랜드 대기근

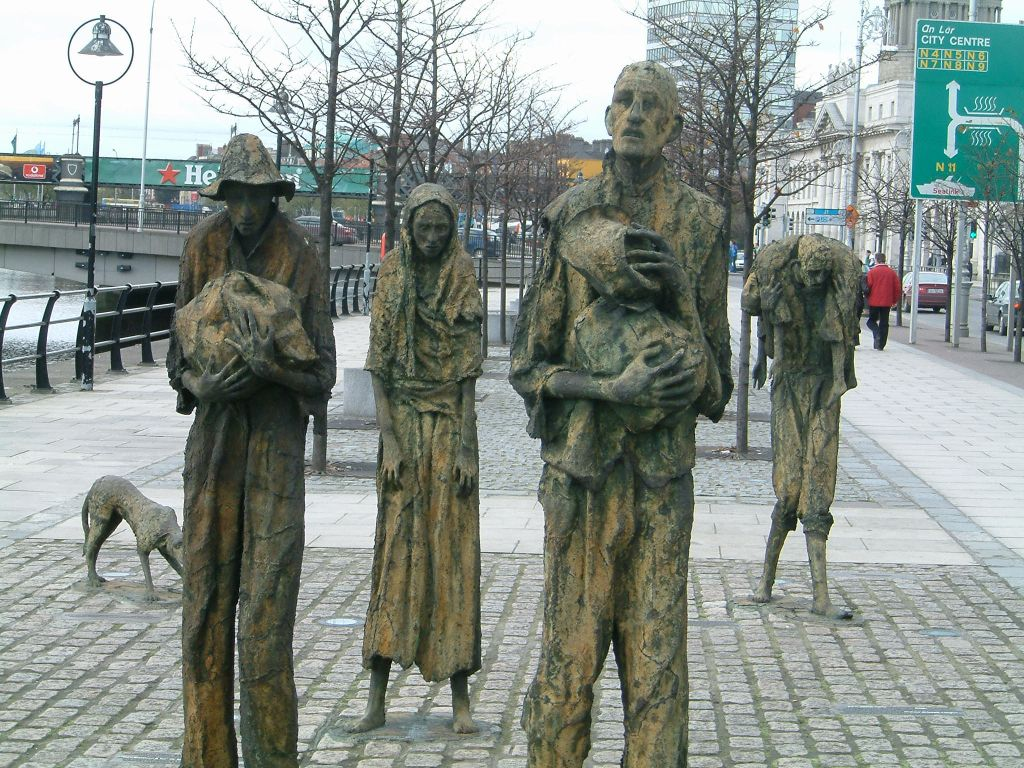
대기근 조형물 (아일랜드 더블린)

아일랜드 대기근(영어: Great Famine, 아일랜드어: An Gorta Mór, An Drochshaol)은 1845년에서 1852년까지 아일랜드에서 발생한 대기근으로 100만명 이상이 굶어 죽어갔고 다수가 미국 등 해외로 집단이주한 사건을 말한다. 아일랜드 감자 기근이라고도 한다.
1840년대의 아일랜드 인구는 대략 850만명이었는데, 대기근 기간 중에 발생한 사망 또는 이주로 인해 전체인구 중 약 20%~25% 정도가 줄어들어 기근 후 약 600만명 정도가 되었다. 기근의 주된 원인은 감자 역병 때문이었으나 그 외에도 당시 아일랜드를 식민통치하고 있던 영국의 정치적, 민족적, 종교적, 사회적, 경제적 차별정책이 사태가 심각해지도록 만든 또 다른 원인이었다. 이는 오늘날까지도 역사적 논쟁의 주제가 되고 있다. 이 사건으로 아일랜드인들의 영국에 대한 적개심은 더욱 커졌으며 독립의 열망이 증가하였다.

## 배경

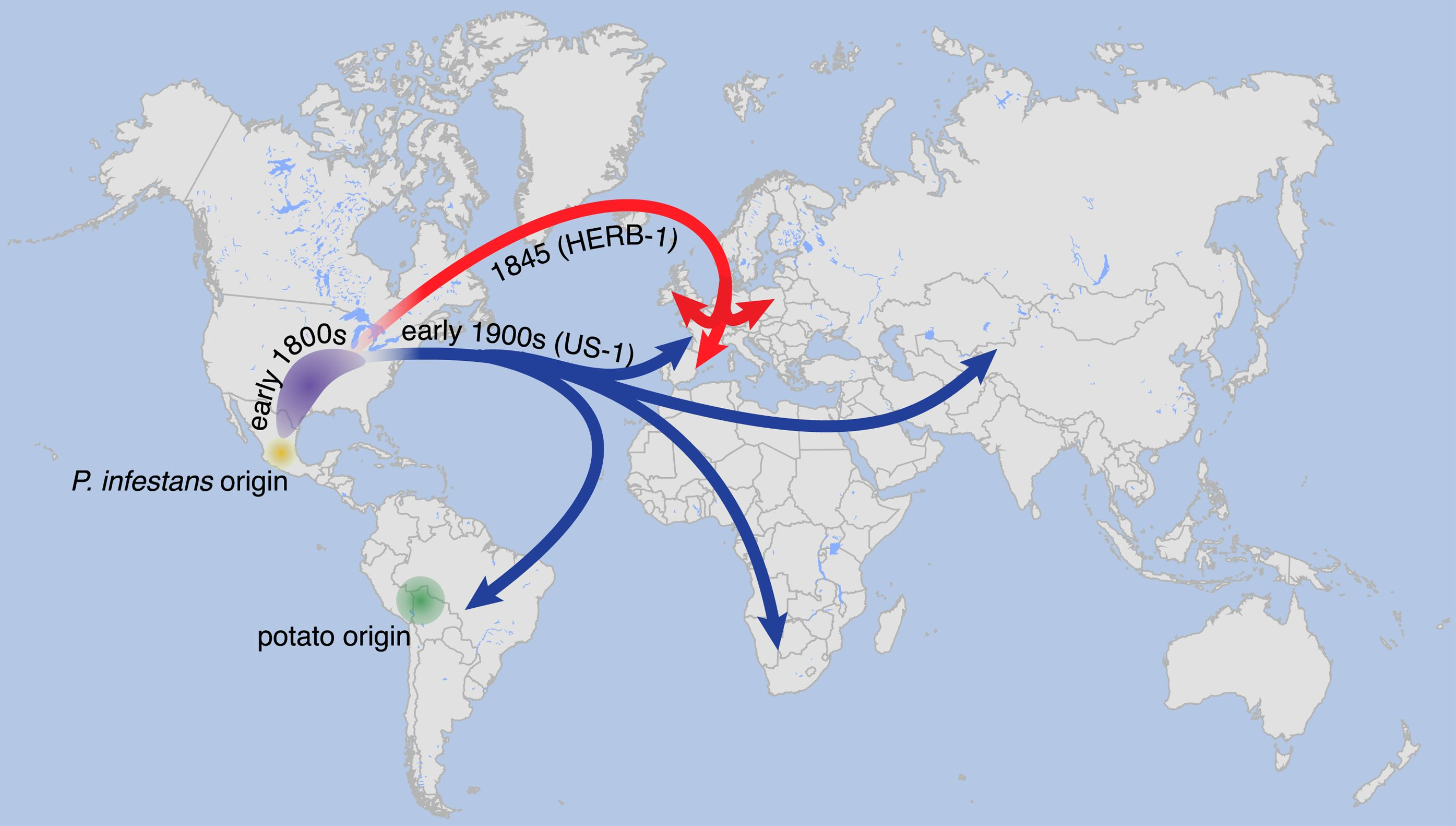
감자 역병균의 이동경로

1845년 어느 날부터 갑자기 감자역병이 아일랜드 전역에 발생했다. 감자는 당시 아일랜드인의 주식이었다. 결국 그들의 주식이 없어지자 아일랜드인들은 하나 둘 죽어나가기 시작했다. 그러나 이 대기근의 원인은 감자역병이 가장 중요한 원인이라고는 할 수 없다.
감자역병은 일부 요인이었고, 직접적인 원인은 영국인 지주들의 착취였다. 그들은 아일랜드인을 소작인으로 부리면서 많은 곡식을 축적했다. 당시 아일랜드에는 밀과 옥수수 등 각종 곡식이 많이 자랐으나 수확하는대로 영국으로 가져가서 아일랜드인은 먹을 것이 없었다. 결국 그들에게는 주식이었기에 광범위하게 재배되었던 감자만이 조금 남아 있었으나 감자역병이 발생했기에 많은 아일랜드인이 사망하게 된 것이다. 지주는 먹을 것조차 없는 아일랜드 소작인에게 소작료를 요구한 것도 아일랜드인이 대기근 기간 동안 굶주린 이유 중 하나이다.

## 경과

### 기근의 시작
기근은 서부지방에서 시작되었다. 서쪽에서 동쪽으로 서서히 퍼져간 기근은 매우 끔찍했다. 동부지방에서 감자가 아직 어느 정도 수확이 되고 있었을 때 서부지방은 그야말로 폐허가 되어 있었다. 길거리에는 시체가 여기저기 널려있고 사람들은 마치 살아있는 시체와 같았다.

### 영국의 외면
아일랜드인들은 영국인에게 도움을 요청했으나 묵살당했다. 당시 아일랜드섬을 지배하고 있던 영국은 대기근이 아일랜드 민중들의 생존권을 존중하지 않는 영국인 지주들의 지나친 착취때문인데도 하느님의 뜻이라느니, 아일랜드인들을 더 풍유롭게 할 디딤돌이라느니 하면서 외면하였다. 심지어는 '멍청하고 게으른' 아일랜드 사람들의 탓으로까지 돌렸다. 게다가 1848년에는 곡물법을 폐지시키고 밀 수입을 자유화하였다. 그리곤 군대를 동원해 강제로 아일랜드에서 생산한 밀을 본국으로 보냈다. 영국인 대지주들은 아일랜드인들이 세금을 내지 못하자 그들을 강제로 내쫓았고 쫓겨난 그들은 벨파스트에 있는 빈민구제기관까지 걸어가야했다. 전 국토에서 빈민들이 몰려들었고 그들은 대부분 길거리에서 아사하거나 전염병으로 인해 죽었다.

### 일부 인도주의 지식인들
인도주의적인 영국인 지식인과 의사들이 아일랜드 빈민들을 보살피기 위해 영국 정부에 식량 원조를 요청하여 약간의 식량을 받아냈다. 그러나 아일랜드 민중들을 돌보기에는 시기가 너무 늦었고, 원조받은 식량의 양 또한 적었다. 이 영국인들은 아일랜드 민중들을 다음과 같이 적었다.
한 영국 언론인은 당시 아일랜드의 모습을 다음과 같이 표현하였다. 그의 글에는 영국의 착취, 외면, 억압으로 인한 아일랜드 민중들의 고통이 자세히 표현되고 있다.
| “ | "이 세상에 식민지와 다른 나라의 통치를 받고 있는 나라는 수도 없이 많다. 또한 가난한 나라도 많다. 그 나라에는 거지들이 득실거린다. 그러나 한명도 빠짐없이 전 국민이 거지들인 나라는 아일랜드밖에 없을 것이다. (중략) 이들의 모습은 인간의 살이 어떻게 뼈와 분리될 수 있는지를 적나라하게 보여준다. 사람들은 밤마다 공포에 떨었다. 쥐들이 그들의 살을 파먹었고 다음날 아침이면 많은 수의 사람들이 살점이 떨어져나간 채로 죽어있었다. (중략) 어린이들의 배는 (영양실조로)곧 터질듯이 부풀어져 있었고, 전염병으로 인해 그들이 몸은 성한 곳이 없이 터져있었고, (영양부족으로 몸이 허약해져서)피가 흘러내렸다. 길거리에는 시체가 산을 이루고 있었고 마을은 황폐화되었다. 그들은 영국인 대지주의 집 앞에 모여들어 식량을 요구했으나 곧 영국군이 그들을 쫓아냈다. (중략) 이곳은 지옥과 같았다." | ” |

또한 한 미국인은 다음과 같이 당시 모습을 표현했다.
| “ | "이 나라에는 지금도 많은 수의 사람들이 굶어 죽어나가고 있다. 그러나 벨파스트항에는 외국으로 가는 곡물이 더 많다. 얼마나 끔찍한 일인가! 미국에서 오는 옥수수를 실은 배 한 척이 구호선의 전부이다. 그 옆에는 영국으로 가는 수많은 곡물선이 있다. (후략)" | ” |

### 오스만의 원조
1845년 오스만 제국의 술탄 압뒬메지트 1세가 아일랜드 농부들을 위해 10,000파운드를 보내겠다고 선언하자 영국의 빅토리아 여왕은 술탄에게 1,000파운드만을 보내라고 요청한다. 여왕 자신은 2,000파운드만을 보냈던 것이다. 술탄은 1,000파운드만을 보내는 대신 식량을 실은 배 세 척을 아일랜드로 보냈다. 일설에 의하면 영국 관리들의 저지에도 불구하고 식량선은 항구에 비밀리에 도착했다고 한다.

### 기근으로 인한 비극

아일랜드와 유럽의 인구변화

이 대기근으로 당시 800만이었던 아일랜드 인구중에서 1/4인 200여 만 명이 굶어 죽거나 이민선에 몸을 실었다. 먹을 것이 없던 아일랜드인들은 나무껍질 등을 먹으며 버텼으나 역부족이었다.

#### 강제된 이민
생존자들은 너도나도 할 것 없이 외국행 배에 몸을 실었다. 그러나 외국으로 가는 배는 영국에서 건조된 배들로서 매우 허술하게 만들어졌다. 영국인들은 일부러 배를 부실하게 건조하였고, 내부를 불결하게 방치했다. 배에 탄 사람들은 배삯을 구한 이들로서 그나마 운이 좋았었다.
이 배들은 현재 일명 관선(Coffin Ship)이라 불린다. 외국으로 약 100여 만 명이 이주하였는데 그 중 60%가 육지에 발도 못 디뎌보고 배 안에서 역병으로 죽었다.
캐나다 몬트리올에는 무려 25,000명이 함께 매장된 공동묘지가 있다. 이곳은 캐나다로 이주한 아일랜드인들의 무덤이다. 캐나다에 발을 디딘 아일랜드인들은 배에서 감염된 역병으로 순식간에 죽어나갔던 것이다.

## 결과 및 의의
800여년간 영국의 식민통치에 시달린 아일랜드는 전 국토가 황폐화되었다. 이 대기근은 19세기에 발생한 인류 최대의 재앙으로 기록되고 있다. 아일랜드인들은 지금도 영국인에게 악감정을 가지고 있는 것이 사실이다.

## 같이 보기
- 아일랜드
- 아일랜드 기근 (1740-1741)

## 참조
1. ↑  Ross, David (2002), Ireland: History of a Nation, New Lanark: Geddes & Grosset, ISBN 1-84205-164-4, p226
2. ↑  한일동 <아일랜드역사 다이제스트100> 가람기획 2019년 p171.....영국정부는 자유방임 경제정책, 인종편견, 종교적 갈등 등으로 아일랜드인의 곤경에 눈을 감았으며, 당연히 했었어야만 할 적절한 조치를 취하지 않았다.
3. ↑  21세기 연구회 <진짜 세계사, 음식이 만든 역사> 월간쿠캔(주)베스트홈 2008년 p31
4. ↑  Woodham-Smith 1991, 19쪽.
5. ↑  Kinealy 1994, xvi–ii, 2–3쪽.
6. ↑  한일동 <아일랜드역사 다이제스트100> 가람기획 2019년 p171
7. ↑  [다음백과] 아일랜드 대기근 Irish Famine (김명환 교수, 역사용어사전)